# Papaoutai
Singles de Stromae
Peace or Violence
(2011) Formidable
(2013)
Pistes de Racine carrée
Ta fête
(2) Bâtard
Papaoutai est une chanson du chanteur belge Stromae extraite du second album studio, intitulé Racine carrée. Le titre est sorti en tant que premier single de l'album le 13 mai 2013. Un remix en featuring avec la rappeuse Angel Haze a également été réalisé.

## Composition et paroles
Papaoutai est une chanson au style house, avec des influences de pop, rythmes africains (proches de ceux du Congo), et on peut même y déceler un brin de variété, au début du 1er couplet notamment. Stromae, dans sa chanson, relate son expérience personnelle de l'absence d'un père, un récit marqué par ses propres vécus. Issu d'une mère belge et d'un père rwandais, il a connu un père errant, tragiquement décédé pendant le génocide de 1994. Le chanteur avoue lors d'une interview pour Libération avoir pleuré lors de l'écriture « sans doute pour le côté vécu ».

## Accueil

### Accueil critique
Charlotte Pons du Point note dans la critique de l'album, que comme pour la chanson Bâtard, Stromae excelle « dans l'art des mots qui exorcisent les maux » avec cette chanson qui parle de l'« enfant qu'il a dû être ». Marianne Grosjean de la Tribune de Genève note qu'avec Formidable, il s'agit d'une des chansons « les plus abouties » de l'album Racine carrée (2013). Pour Valérie Lehoux de Télérama le « bondissant Papaoutai sur le départ du père » fait partie des chansons « dont les textes, pas forcément poétiques, ont le don de taper dans le mille ».

### Accueil commercial
En France, quatre semaines après l’intégration du titre dans le top 100, il entre dans le top 10 à la 6e place le 22 juin 2013. Après six semaines de progression entre la 3e et 2e place, le titre se classe 1er des ventes de single en France le 3 août 2013. Il déclasse ainsi avec 12 795 ventes Blurred Lines de Robin Thicke, lui vendu à 9 532 exemplaires. En deuxième semaine comme numéro un, il vend 14 300 exemplaires, en hausse de 12 % sur une semaine. En fin d'année, 201 000 copies ont été vendues en France.

## Clip vidéo
Le clip vidéo pour Papaoutai sort le 6 juin 2013 sur le site de partage YouTube. En août 2023, le clip a dépassé la barre des 1 milliard de vues sur ce site. Celui-ci a été réalisé par Raf Reyntjens et les chorégraphies élaborées par Marion Motin. Reyntjens a raconté que Stromae et lui avaient d'abord pensé à utiliser une poupée et des effets spéciaux mais après ont décidé que Stromae incarnerait la poupée. Le clip met en scène un jeune garçon à la recherche de son père. Dans un décor inspiré des années 1940 et 1950, avec une mère et sa fille habillées comme Dorothy Gale dans le film Le Magicien d'Oz, contenant aussi des voitures comme la BMW Isetta et 2 Fiat 500, la vidéo met en relief le mimétisme de plusieurs enfants avec leur père. Stromae apparaît quant à lui tel un mannequin, père sans vie qui se réveille seulement quelques instants dans l'imagination de son enfant.
Le garçon qui joue et danse au côté de Stromae dans le clip se nomme Karl-Ruben Noel, alias Rubix. Il explique en 2020 sa rencontre avec Stromae : « La chorégraphe Marion Motin connaissait mon frère Deyvron et l’a contacté pour que je fasse un casting. J’ai été retenu et je suis parti en Belgique avec lui. C’était magique, le studio, tout … cette expérience était dingue et inoubliable. J’ai bien mangé ! La choré du clip est un mix des idées de Marion, Stromae et moi-même ». En 2013, Rubix a également accompagné sur scène Stromae au NRJ Music Awards 15th Edition. En 2021, Rubix participe de manière plus confidentielle avec d'autres artistes au The Tonight Show Starring Jimmy Fallon où Stromae interprète sa chanson Santé,,.
Le clip a reçu des critiques positives. Charts in France écrit : « Coloré et chorégraphié, le clip de Papaoutai joue sur l'esthétisme rétro et une palette d'émotions ». Le magazine Le Vif/L'Express souligne l'esthétique soignée de la vidéo et écrit : « Chaque plan propulse le spectateur dans un univers des années 1960. Un thème lourd, que le chanteur fait glisser sous sa plume avec une facilité déconcertante ». Le quotidien La Capitale écrit : « Ce qui impressionne, outre l’esthétique de l’image, la qualité du texte et le refrain hypnotique, ce sont les chorégraphies des danseurs. Stromae fait ici à nouveau mouche comme pour le clip de Formidable ».
Le clip a été récompensé au Festival international du film francophone de Namur 2013 par le prix du meilleur clip,. Il a également été nommé aux NRJ Music Awards 2014 pour « clip de l'année ».

## Performances et interprétations
Stromae a interprété la chanson lors de l'émission radio C'Cauet de Sébastien Cauet en juin 2013. En août 2013, Stromae est invité par Major Lazer à chanter Papaoutai le dernier soir de Rock en Seine. Stromae chante la chanson sur le plateau du Grand Journal en reproduisant l'esthétique du clip vidéo. Pour la RTBF DJ Experience, la chanson a été mixée avec Papa Was a Rollin' Stone des Temptations, qui traite également de l'absence du père. Il l'a aussi chantée pour l'émission Le Ring sur France Ô et pour le premier numéro d'Alcaline, une nouvelle émission musicale sur France 2. Le 15 octobre, Stromae interprète la chanson dans le Stade Roi Baudouin pendant le dernier match de la Belgique aux éliminatoires de la coupe du monde de football 2014. Lors des NRJ Music Awards 2014, Stromae a été rejoint sur scène par Will.i.am pendant l'interprétation de la chanson. Pour le coup d'envoi de la promotion de Racine carrée aux États-Unis, il interprète la chanson dans le Late Night with Seth Meyers, sur la chaîne américaine NBC le 17 juin 2014.

## Remix, reprises et parodies
Un remix en featuring avec la rappeuse Angel Haze a été réalisé. Le groupe néerlandais Cut_ a également repris la chanson dans un style indie pop en la traduisant en anglais,. Cette version a atteint la 86e place du classement français.
En 2013, Les Guignols de l'info parodient la musique en l'intitulant Emploioutai, pour se moquer des promesses non tenues du président de la République François Hollande qui souhaitait réduire le taux de chômage en France. Dans la parodie, la marionnette symbolisant François Hollande cherche les emplois dans des lieux farfelus du Palais de l'Élysée comme à l'intérieur des casserolles dans les cuisines, ou dans des poubelles.
En septembre 2014, le groupe américain Pentatonix accompagné de la violoniste Lindsey Stirling reprennent Papaoutai. Sous forme parodique, le chansonnier Frédéric Fromet reprend l'air et certaines paroles de la chanson dans Où t'es kippa, où t'es ?, sorti en janvier 2016.
Elle est utilisée lors de la Manif pour tous de septembre 2016 à Paris, diffusée juste après l'hymne La Marseillaise.

## Classement hebdomadaire
| Classement (2013-2014)                  | Meilleure position |
| --------------------------------------- | ------------------ |
| Allemagne (Media Control AG)            | 6                  |
| Autriche (Ö3 Austria Top 40)            | 3                  |
| Belgique (Flandre Ultratop 50 Airplay)  | 10                 |
| Belgique (Flandre Ultratop 50 Dance)    | 7                  |
| Belgique (Flandre Ultratop 50 Singles)  | 3                  |
| Belgique (Flandre Ultratop R&B/Hip-Hop) | 1                  |
| Belgique (Wallonie Ultratop 50 Dance)   | 1                  |
| Belgique (Wallonie Ultratop 50 Airplay) | 2                  |
| Belgique (Wallonie Ultratop 50 Singles) | 1                  |
| Canada (Hot 100)                        | 70                 |
| Espagne (PROMUSICAE)                    | 36                 |
| France (SNEP)                           | 1                  |
| Finlande (Suomen virallinen lista)      | 4                  |
| Israël (Media Forest)                   | 8                  |
| Italie (FIMI)                           | 10                 |
| Liban (Lebanese Top 20)                 | 15                 |
| Luxembourg (Digital Songs)              | 2                  |
| Pays-Bas (Nederlandse Top 40)           | 2                  |
| Pays-Bas (Single Top 100)               | 2                  |
| Tchéquie (IFPI Rádio)                   | 15                 |
| Russie (Top 100 airplay)                | 3                  |
| Slovaquie (IFPI Rádio)                  | 26                 |
| Suisse (Schweizer Hitparade)            | 4                  |
| Ukraine (FDR top 40 airplay)            | 13                 |
| États-Unis (US dance/electronic songs)  | 25                 |

### Certifications
| Pays              | Certifications               | Ventes                      |
| ----------------- | ---------------------------- | --------------------------- |
| Autriche (IFPI)   | 2 × Platine                  | 60 000                      |
| Belgique (BEA)    | 3 × Platine                  | 30 000[citation nécessaire] |
| États-Unis (RIAA) | Or                           | 500 000                     |
| France (SNEP)     | Diamant[citation nécessaire] | 976 000                     |
| Italie (FIMI)     | 2 × Platine                  | 60 000                      |
| Pays-Bas (NVPI)   | Platine                      | 20 000                      |
| Suisse (IFPI)     | 2 × Platine                  | 75 000[citation nécessaire] |

## Distinction
- Festival international du film francophone de Namur 2013 : Prix du meilleur clip